# José Madriz
José Madriz (ur. 1865, zm. 1911) – nikaraguański polityk i adwokat, zwolennik Jose Santosa Zelayi, członek rządu w latach 1893-1895, prezydent Nikaragui od grudnia 1909 do sierpnia 1910, kiedy to generał Juan José Estrada odsunął go od władzy.